# Хопман Къп
„Хопман Къп“ или Купа „Хопман“ (на английски: Hopman Cup) е наградата, както и (съкратеното име на) ежегоден международен отборен тенис турнир, провеждан в Пърт, Западна Австралия в началото на януари (понякога и в края на декември). Наименуван е на австралийския тенисист Хари Хопман.
Организира се от Международната тенис федерация. Мачовете от турнира се играят на закрит корт с твърда настилка, наречен Бърсууд Доум (Burswood Dome), намиращ се в Комплекса за забавления „Бърсууд“ в Пърт.
За разлика от останалите отборни тенис турнири като „Купа Дейвис“ и „Фед Къп“, които са стриктно за мъже или жени, Хопман Къп е състезание за смесени двойки, в което отборите се състоят от състезатели и от двата пола.
България дебютира в турнира с отбора Григор Димитров и Цветана Пиронкова през 2012 година.

## Формат
Осем държави се избират всяка година за участие в Хопман Къп. Понякога за последното, осмо място, се провежда квалификационен турнир преди началото на основното състезание. В историята на турнира участие в него са взели общо 38 отбора, като само Австралия е участвала във всички издания. В последното издание в началото на 2009 г. участие взимат отборите на: Австралия, Германия, САЩ, Русия, Италия, Китайско Тайпе, Франция и Словакия.
Всеки отбор се състои от 1 мъж и 1 жена. Срещите между всеки 2 отбора на първенството се състоят от 3 мача:
- жени сингъл
- мъже сингъл
- смесени двойки

Всяка година 8-те участващи отбора са разделени в 2 групи от по 4 отбора (където има по 2 предварително поставени). Те играят всеки срещу всеки. Победителите в групите се срещат след това във финала на турнира.

## Хари Хопман
Турнирът е наречен на името на Хари Хопман (1906 – 1985), австралийски тенисист и треньор, водил отбора на страната си при спечелването на 15 купи „Дейвис“ в периода 1938 – 1969 г. След като е открит турнирът, той е посещаван всяка година от Люси Хопман, последната съпруга на Хари Хопман, която пътува ежегодно до Австралия от своя дом в САЩ. Феновете на турнира галено я наричат „Кралицата на турнира“.

## Шампиони
| Година | Победител    | Тенисисти                                 |
| ------ | ------------ | ----------------------------------------- |
| 2013   | Испания      | Фернандо Вердаско и Анабел Медина Гаригес |
| 2012   | Чехия        | Томаш Бердих и Петра Квитова              |
| 2011   | САЩ          | Джон Иснър и Бетани Матек-Сандс           |
| 2010   | Испания      | Томи Робредо и Мария Хосе Мартинес Санчес |
| 2009   | Словакия     | Доминик Хърбати и Доминика Цибулкова      |
| 2008   | САЩ          | Марди Фиш и Серина Уилямс/Меган Шонеси1   |
| 2007   | Русия        | Дмитрий Турсунов и Надя Петрова           |
| 2006   | САЩ          | Тейлър Дент и Лиза Реймънд                |
| 2005   | Словакия     | Доминик Хърбати и Даниела Хантухова       |
| 2004   | САЩ          | Джеймс Блейк и Линдзи Дейвънпорт          |
| 2003   | САЩ          | Джеймс Блейк и Серина Уилямс              |
| 2002   | Испания      | Томи Робредо и Аранча Санчес Викарио      |
| 2001   | Швейцария    | Роджър Федерер и Мартина Хингис           |
| 2000   | ЮАР          | Уейн Ферейра и Аманда Кьотцер             |
| 1999   | Австралия    | Марк Филипусис и Йелена Докич             |
| 1998   | Словакия     | Карол Кучера и Карина Хабшудова           |
| 1997   | САЩ          | Джъстин Гимълстоб и Чанда Рубин           |
| 1996   | Хърватска    | Горан Иванишевич и Ива Майоли             |
| 1995   | Германия     | Борис Бекер и Анке Хубер                  |
| 1994   | Чехия        | Петер Корда и Яна Новотна                 |
| 1993   | Германия     | Михаел Щих и Щефи Граф                    |
| 1992   | Швейцария    | Якоб Хласек и Мануела Малеева-Франие      |
| 1991   | Югославия    | Горан Прпич и Моника Селеш                |
| 1990   | Испания      | Емилио Санчес и Аранча Санчес Викарио     |
| 1989   | Чехословакия | Милослав Мечирж и Хелена Сукова           |

1. Меган Шонеси играе в първи кръг, поради заболяване на Серина Уилямс